# Chippewa Lake
Chippewa Lake és una població dels Estats Units a l'estat d'Ohio. Segons el cens del 2000 tenia 823 habitants.

## Demografia
Segons el cens del 2000, Chippewa Lake tenia 823 habitants, 331 habitatges, i 217 famílies. La densitat de població era de 1.176,9 habitants per km².
Dels 331 habitatges en un 31,4% hi vivien nens de menys de 18 anys, en un 50,8% hi vivien parelles casades, en un 10% dones solteres, i en un 34,4% no eren unitats familiars. En el 27,8% dels habitatges hi vivien persones soles el 6% de les quals corresponia a persones de 65 anys o més que vivien soles. El nombre mitjà de persones vivint en cada habitatge era de 2,49 i el nombre mitjà de persones que vivien en cada família era de 3,07.
Per edats la població es repartia de la següent manera: un 24,9% tenia menys de 18 anys, un 8% entre 18 i 24, un 31,7% entre 25 i 44, un 26,2% de 45 a 60 i un 9,1% 65 anys o més.
L'edat mediana era de 37 anys. Per cada 100 dones de 18 o més anys hi havia 104 homes.
La renda mediana per habitatge era de 43.667 $ i la renda mediana per família de 49.531 $. Els homes tenien una renda mediana de 40.000 $ mentre que les dones 26.667 $. La renda per capita de la població era de 19.115 $. Aproximadament el 5,4% de les famílies i el 9,2% de la població estaven per davall del llindar de pobresa.

## Poblacions més properes
El següent diagrama mostra les poblacions més properes.